# 瑪瑙底鱂
瑪瑙底鱂，為輻鰭魚綱鯉齒目鯉齒亞目底鱂科的其中一種，為熱帶魚類，分布於中美洲墨西哥猶加敦半島淡水流域，體長可達15公分，棲息在底中層水域，生活習性不明。

## 擴展閱讀
維基物種上的相關：瑪瑙底鱂